# Place du 25-Août-1944
Pour les articles homonymes, voir Vingt-Cinq-Août.
La place du 25-Août-1944 est une voie située dans le quartier du Petit-Montrouge du 14e arrondissement de Paris, proche de la porte d'Orléans.

## Situation et accès
La place consiste en deux chaussées en direction nord-sud, séparées par un terre-plein, ainsi que des contre-allées sur ses côtés est et ouest. Les chaussées se trouvent dans la continuation de l'avenue du Général-Leclerc vers la porte d'Orléans. La place est délimitée au nord par les boulevards Brune et Jourdan, partie des boulevards des Maréchaux, et au sud par un rond-point, la Place Édith-Thomas donnant sur l'avenue Paul-Appell, l'avenue Ernest-Reyer, la rue de la Légion-Étrangère et l'avenue de la Porte-d'Orléans.
La place du 25-Août-1944 est desservie à proximité par la ligne 4 du métro à la station Porte d'Orléans et la ligne 3a du tramway d'Île-de-France.

## Origine du nom
Le nom de cette place commémore la libération de Paris, achevée par les Forces Françaises Libres du général Leclerc, qui entrèrent dans Paris par cette place le 25 août 1944.

## Historique
Cette voie, anciennement « place de la Porte-d'Orléans », est créée en 1926 par la mairie de Paris, à l'emplacement du bastion no 80 de l'enceinte de Thiers, lors du réaménagement de la zone de la porte d'Orléans est classée dans la voirie de Paris en 1932 et prend son nom actuel par arrêté du 8 juin 1946.

## Bâtiments remarquables et lieux de mémoire
- Le square du Serment-de-Koufra